# Tjocknäbbad kråka
Tjocknäbbad kråka (Corvus impluviatus) är en förhistorisk utdöd fågel i familjen kråkfåglar inom ordningen tättingar som tidigare var endemisk för Hawaiiöarna. Den är endast känd från subfossila lämningar funna på Oahu.
Fågeln var störst av kråkarterna som förekom i Hawaiiöarna och hade en hög och kraftigt välvd näbb. Näbben påminner om den på vitnäbbad kråka och bougainvillekråka som båda förekommer i Salomonöarna, men bredare och djupare.
Kråkfåglarna i Hawaii var och är skogsinvånare som levde på frukt och insekter. Arten var troligen känslig för den skogsavverkning som polynesierna inledde efter deras ankomst till ögruppen. Införseln av invasiva arter, framför allt polynesisk råtta tros också vara en orsak till dess försvinnande.